# Playa de Ballenita

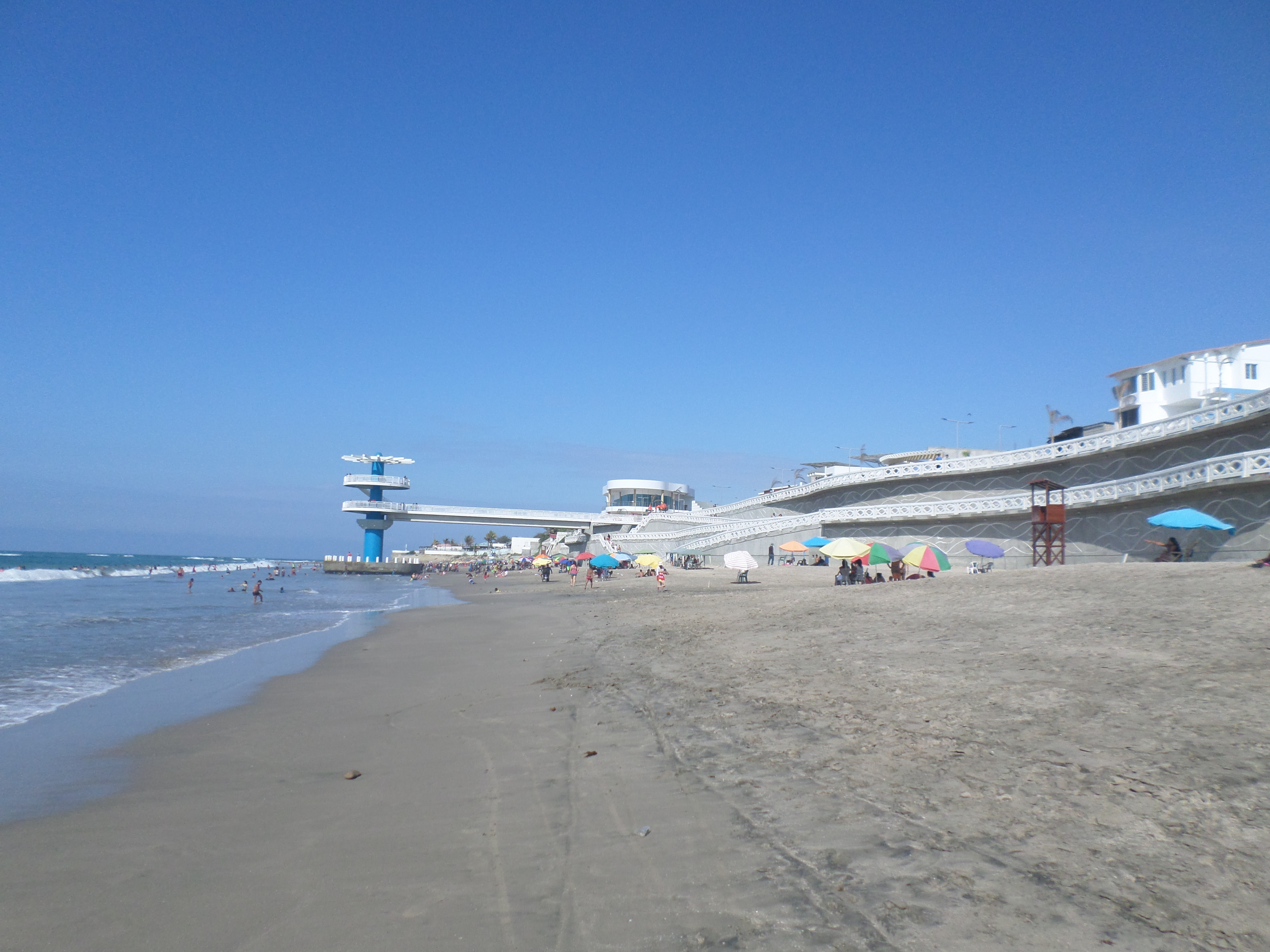
Playa de Ballenita

La playa de Ballenita está localizada en la costa del Pacífico, ruta del Spondylus, Ecuador. Es una pequeña comunidad pesquera ubicada a 5 km de la ciudad de Santa Elena, y a menos de 2 km del Terminal Terrestre Regional de Santa Elena. Es el principal balneario de la ciudad debido a su corta distancia, forma parte de la SEM (Santa Elena Metropolitano). 
"En sus playas desembarcó el Cap. Francisco Pizarro el 18 de agosto de 1526, cuando descubrió la península, y le dio ese nombre por existir en sus aguas gran cantidad de esos cetáceos."
Está sobre acantilados pequeños y playas cercanas como Castillo y el punto de surf Chulluype. Cuenta con un clima perfecto para disfrutar de las actividades matutinas, vespertinas y nocturnas que allí se realizan.

## Clima
La playa Ballenita cuenta con un clima desértico con pocas lluvias. Anualmente presenta una temperatura promedio de 25 °C, el mes más seco es junio, el más caluroso marzo con una temperatura de 26,6 °C y el más frío es el mes de agosto específicamente a mediados de éste la temperatura es de 22,3 °C aproximadamente.

## Turismo
Ballenita es el primer balneario de la provincia de Santa Elena y forma parte de los destinos de la Ruta del Spondylus por ello es reconocida como una playa de relajación y diversión, En la orilla del mar se practican el surf, bodyboard, skimboard, buceo, estos entre otros deportes son unos de los atractivos turísticos que brinda también esta playa. 
En el peñón oeste de la playa pueden ser observadas las ballenas de cola blanca, conocidas también como “las sirenas de Ballenita” debido a que entre los pobladores (pescadores y marineros) ha sido difundida tras generaciones la historia que en años pasados las ballenas de cola blanca podían ser escuchadas cantando angelicales melodías y destacan que eran pocos quienes podían observarlas.